# Ghatkesar
Ghatkesar es una ciudad censal situada en el distrito de Medchal Malkajgiri  en el estado de Telangana (India). Su población es de 19753 habitantes (2011). Forma parte del área metropolitana de Hyderabad.

## Demografía
Según el censo de 2011 la población de Ghatkesar era de 19763 habitantes, de los cuales 10167 eran hombres y 9596  eran mujeres. Ghatkesar tiene una tasa media de alfabetización del 81,28%, superior a la media estatal del 67,02%: la alfabetización masculina es del 87,33%, y la alfabetización femenina del 74,94%.